# آنا ريد
آنا ريد (بالإنجليزية: Anna Reid)‏ هي مؤرخة بريطانية، ولدت في 1965.

## وصلات خارجية
- آنا ريد على موقع ميوزك برينز (الإنجليزية)